# Canadian Professional Championship
Die Canadian Professional Championship war ein professionelles Snookerturnier ohne Einfluss auf die Snookerweltrangliste (Non-ranking-Turnier) zur Ermittlung des kanadischen Profimeisters. Zwischen 1980 und 1988 fanden insgesamt sieben Ausgaben des Turnieres statt, die – soweit der Austragungsort bekannt ist – jeweils in Toronto ausgetragen wurden. Rekordsieger ist Cliff Thorburn mit fünf Titeln, er spielte mit einem 131er-Break zudem das höchste Break der Turniergeschichte.

## Geschichte
Die Erstausgabe des Turnieres fand 1980 mit neun Teilnehmern statt, wobei sich Cliff Thorburn im Endspiel gegen Jim Wych durchsetzen konnte und zudem das höchste Break des Turnieres, ein 131er, spielte. Nachdem es für einige Zeit nicht mehr ausgetragen wurde, kehrte das Turnier 1983 in den Turnierkalender zurück und wurde seitdem jährlich ausgetragen. Die Teilnehmerzahl schwankte zwischen zwölf und fünfzehn Spielern. Mit nur einer Ausnahme konnte auch ein Preisgeld ausgezahlt werden, wobei es erst in den letzten zwei Jahren mit dem Unternehmen BCE auch einen Sponsor gab. Seit 1985 wurde das Turnier allerdings vom Weltverband finanziell unterstützt. Zu dieser Zeit residierte das Turnier an wechselnden Orten in Toronto. Vier der sechs folgenden Ausgaben konnte Cliff Thorburn ebenfalls für sich entscheiden, zweimal erreichte er allerdings nicht das Finale. Diese Ausgaben gingen an Kirk Stevens beziehungsweise Alain Robidoux. Trotz mehrerer hoher Breaks konnte Thorburns Rekord-Break von 131 Punkten aus der Erstausgabe nicht mehr überboten werden. 1988 wurde das Turnier eingestellt, als die Förderung durch den Weltverband auslief.

## Sieger
| Jahr                               | Austragungsort                                 | Sieger                             | Ergebnis                           | Finalist                           | Hauptsponsor                       | Saison                             |
| Canadian Professional Championship | Canadian Professional Championship             | Canadian Professional Championship | Canadian Professional Championship | Canadian Professional Championship | Canadian Professional Championship | Canadian Professional Championship |
| ---------------------------------- | ---------------------------------------------- | ---------------------------------- | ---------------------------------- | ---------------------------------- | ---------------------------------- | ---------------------------------- |
| 1980                               | unbekannt                                      | Cliff Thorburn                     | 9:6                                | Jim Wych                           | –                                  | 1979/80                            |
| 1983                               | Canadian National Exhibition, Toronto          | Kirk Stevens                       | 9:8                                | Frank Jonik                        | –                                  | 1983/84                            |
| 1984                               | Brass Cannon Club, Toronto                     | Cliff Thorburn                     | 9:2                                | Mario Morra                        | –                                  | 1984/85                            |
| 1985                               | Toronto                                        | Cliff Thorburn                     | 6:4                                | Bob Chaperon                       | –                                  | 1985/86                            |
| 1986                               | Snooker Canada Sports and Social Club, Toronto | Cliff Thorburn                     | 6:2                                | Jim Wych                           | –                                  | 1986/87                            |
| 1987                               | Scarborough Village Theatre, Toronto           | Cliff Thorburn                     | 8:4                                | Jim Bear                           | BCE                                | 1987/88                            |
| 1988                               | Minkler Auditorium, Toronto                    | Alain Robidoux                     | 8:4                                | Jim Wych                           | BCE                                | 1988/89                            |